# Shilton (Oxfordshire)
Pour les articles homonymes, voir Shilton.
Shilton est une paroisse civile et un village de l'Oxfordshire, en Angleterre.